# Moonblood/Nema Split EP
Moonblood/Nema Split EP – split dwóch niemieckich grup muzycznych – Moonblood i Nema. Split ten zawiera dwa utwory. Jeden na stronie Moonblood i jeden po stronie Nema. Split został wydany na winylu 7” i był limitowany do 600 kopii. 

## Lista utworów

### Moonblood
- "Moonstruck" – 07:50

### Nema
- "Nocturnal Silence in The Forest" – 07:36